# Free Gaza Movement

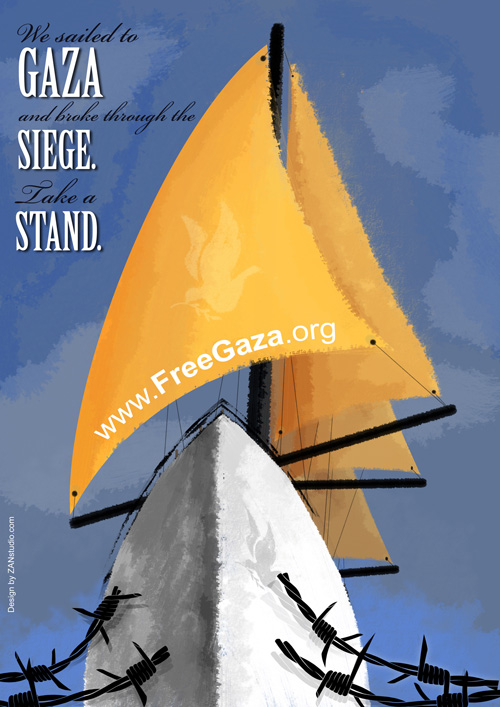
Logo del Free Gaza Movement

El Free Gaza Movement o «Movimiento Gaza-libre» es una coalición de organizaciones y activistas por los derechos humanos formada para hacer frente al bloqueo israelí a la franja de Gaza, establecido desde 2007, a través de envíos de ayuda humanitaria por mar hacia la zona. El grupo está respaldado por más de 70 personalidades públicas, entre ellas Desmond Tutu y Noam Chomsky. 
Entre las organizaciones que participan en el Free Gaza Movement está el International Solidarity Movement.Entre los activistas, se encuentran Jeff Halper, Hedy Epstein, Lauren Booth y miembros de varias organizaciones religiosas cristianas, judías y musulmanas. Las agencias de inteligencia israelíes afirman que también cuenta con el apoyo de organizaciones islámicas que suponen un amenaza para la seguridad del Estado de Israel.